# Прусий I

Прусий I (Прусий I Хромой, др.-греч. Προυσίας Α' ὁ Χωλός) — царь Вифинии, правивший в 230—182 до н. э. Сын царя Зиаила.
В 220 до н. э. Прусий, вместе с греками острова Родоса, начал войну с городом Византием. Война окончилась в пользу Вифинии, так как Византий лишился контроля над проливами (Геллеспонтом) и перестал взимать плату с проходящих кораблей. Вскоре, в 217 до н. э., в Азию вторглись племена галатов, которые перешли из Европы. Прусий вступил с ними в борьбу и смог разбить и прогнать. Вифиния также успешно расширила свои территории за счет соседнего Пергамского царства. От Филиппа V, царя Македонии, Прусий смог получить города Кнос и Мирлею.
В 190 до н. э. Рим вступил в войну против Антиоха III, царя Сирии. Оба противника пытались привлечь Прусия на свою сторону. Тот сначала хотел принять сторону сирийцев, но, в итоге, его государство сохранило нейтралитет. Вскоре он начал войну с пергамским царём Эвменом II, который являлся союзником римлян. К этому моменту к нему перебрался заклятый враг Рима — Ганнибал. Война шла три года, с успехом Прусия.
Однако в 183 до н. э., через пергамцев, римляне узнали о местонахождении Ганнибала и, угрожая войной, потребовали его выдачи. Прусий, вероятно, не решившись на войну с грозным противником, подчинился римскому ультиматуму. Ганнибал, узнав о предательстве Прусия, решившего выдать его римлянам, покончил жизнь самоубийством, приняв яд. После этого война Вифинии с Пергамом закончилась, но Прусию пришлось вернуть все захваченные земли, завоёванные благодаря трудам и советам Ганнибала. Сам Прусий умер через год после этих событий. После его смерти трон унаследовал Прусий II, который в течение всей своей жизни следовал политике Рима.